# Vị

Nụ vị giác

Vị (hay vị giác) là một hình thức cảm nhận hóa học trực tiếp. Vị giác là một trong năm giác quan của con người. Khái niệm vị giác đề cập đến khả năng phát hiện mùi vị của các chất như thực phẩm, một số khoáng chất và các chất độc (độc tố). Ở con người và động vật có xương sống khác, sự cảm nhận vị kết hợp với một phần cảm nhận mùi trong nhận thức của não về mùi vị. Ở phương Tây, người ta xác định được bốn cảm giác vị truyền thống: mặn, ngọt, chua và đắng. Trong khi đó người phương Đông quan niệm có năm vị cơ bản là mặn, ngọt, chua, cay và đắng, hoặc thậm chí là sáu vị (thêm vị umami). Gần đây, các nhà vật lý tâm thần học và thần kinh học đã đề xuất một danh mục vị (nổi bật nhất là vị của axit béo, cũng như vị kim loại và vị nước, mặc dù vị nước thường được bỏ qua do hiện tượng thích nghi với vị). Vị giác là một chức năng cảm giác của hệ thần kinh trung ương. Các tế bào tiếp nhận vị của con người có trên bề mặt của lưỡi, dọc theo vòm miệng và trong biểu mô của họng và nắp thanh quản.

## Khái quát
Các nhà vật lý tâm thần học từ lâu đã cho rằng có sự tồn tại của bốn vị, được gọi là vị cơ bản: vị ngọt, đắng, chua và mặn. Mặc dù mô tả lần đầu vào năm 1908, chỉ gần đây vị umami mới được công nhận là mùi vị cơ bản thứ năm kể từ khi có nhân bản của một cảm thụ cảm thụ một amino acid vào năm 2002. Vị umami được minh họa bằng cảm giác không mặn khơi dậy bởi một số amino acid tự do như mononatri glutamat (mì chính).
Một đề xuất khác, trong đó có minh họa một vị bằng các axit béo nhất định như axit linoleic.
Một số nhà nghiên cứu vẫn còn tranh luận chống lại các quan niệm về vị cơ bản và thay vào đó cho rằng các cảm thụ cảm nhận vị một cách liên tục tương tự như cảm nhận thị giác về màu sắc.
Tất cả những cảm giác vị phát sinh từ mọi vùng của khoang miệng, và quan niệm sai lầm nhưng khá phổ biến về một "sơ đồ vị giác" trong đó sự cảm nhận các vị khác nhau tương ứng với phần của lưỡi. Quan niệm này do bị dịch nhầm từ một văn bản tiếng Đức, và tồn tại trong các trường học ở Bắc Mỹ kể từ đầu thế kỷ XX. Có sự khác biệt rất nhỏ trong sự cảm thụ các hợp chất của các vùng khác nhau trên lưỡi. Các vị giác đơn lẻ (có chứa khoảng 100 tế bào cảm thụ mùi vị), trên thực tế, thường gợi đến một trong số năm vị cơ bản.
Con người cảm nhận vị thông qua các cơ quan cảm giác được gọi là "vị giác", tập trung trên bề mặt trên của lưỡi, nhưng một số ít cũng được tìm thấy trên khoang miệng, thúc đẩy hơn nữa cảm giác vị mà chúng ta có thể cảm nhận được. Các nhà khoa học mô tả năm vị cơ bản: mặn, đắng, chua, ngọt và vị umami. Các vị cơ bản là chỉ một thành phần góp phần vào cảm giác của thực phẩm trong miệng, các yếu tố khác bao gồm mùi (cảm nhận bằng khứu giác), cấu trúc (phát hiện bằng các thụ thể cơ học) và cảm giác nhiệt (phát hiện bởi các thụ thể nhiệt). Mùi và vị thường được gộp chung thành "mùi vị".

## Các vị cơ bản
Trong một thời gian dài, người ta cho rằng có một số hữu hạn và nhỏ các "vị cơ bản". Cũng như với các màu cơ bản, các "vị cơ bản" có nguồn gốc chủ yếu từ bản thân nhận thức của con người, trong trường hợp này là các vị khác nhau của lưỡi con người có thể xác định. Đến những năm 2000, số lượng các "vị cơ bản" được coi là bốn. Gần đây, một vị thứ năm, umami, đã được đề xuất bởi nhiều cơ quan liên quan đến lĩnh vực này. Năm 2015, vị béo cũng được công nhận là "vị cơ bản" thứ sáu

### Vị đắng
Vị đắng là vị nhạy cảm nhất trong các vị, và là cảm nhận của nhiều cảm giác khá khó chịu và rõ rệt. Thực phẩm và đồ uống đắng thường là cà phê, ca cao không thêm đường, mướp đắng, bia, quả ô liu, vỏ chanh, nhiều loài thực vật trong họ Cải và chanh. Kinin (quinin hay ký ninh) cũng nổi tiếng với vị đắng của nó. Các ngưỡng kích thích vị đắng của quinin trung bình là 0,000008 mol/l. Ngưỡng cảm nhận vị của các hợp chất đắng khác được so sánh tương đối với quinin (độ đắng của quinin coi bằng 1). Ví dụ, Brucine có chỉ số là 11, đắng hơn nhiều so với quinin, và được phát hiện tại một ngưỡng thấp hơn nhiều. Các hợp chất đắng nhất được biết đến là hóa chất tổng hợp denatonium với chỉ số đắng là 1.000.

### Vị mặn
Vị mặn được tạo nên chủ yếu bởi sự hiện diện của các ion natri. Các ion khác của nhóm kim loại kiềm cũng có vị mặn, nhưng ít cảm giác được bằng natri. Kích thước của các ion lithi và ion kali gần tương tự như của natri và do đó vị mặn cũng gần giống nhau. Ngược lại các ion rubidi và caesi lớn hơn rất nhiều vì vậy mùi vị mặn của chúng cũng khác. Độ mặn của các chất được đánh giá tương đối so với natri chloride (NaCl) (độ mặn của NaCl coi bằng 1). Như kali chloride (KCl), là thành phần chủ yếu trong sản phẩm thay thế muối có chỉ số mặn là 0,6.
Các cation hóa trị một như amoni (NH4+) và các cation hóa trị hai của nhóm kim loại kiềm thổ như calci (Ca2+) thường gợi đến vị đắng hơn là vị mặn.

### Vị chua
Vị chua là vị cảm nhận được từ tính axit. Độ chua của các chất được đánh giá tương đối theo axit hydrochloric loãng (độ chua bằng 1). Axit tartaric có độ chua 0,7, axit citric là 0,46 và axit cacbonic là 0,06. Cơ chế phát hiện vị chua tương tự như phát hiện vị mặn, dựa trên nồng độ ion hydrôni hình thành nên các axit và nước.

### Vị ngọt
Vị ngọt, thường được coi như là một cảm giác tích cực, cảm nhận được từ các loại đường, một số protein và một số hợp chất khác. Vị ngọt thường liên quan tới aldehyde và keton, có chứa một nhóm cacbonyl. Vị ngọt được phát hiện bởi một loạt các protein G kết thụ cùng với gustducin protein G được tìm thấy trên các chồi vị giác. Ít nhất hai biến thể khác nhau của "thụ thể vị ngọt" cần phải được kích hoạt cho não bộ để "đăng ký" vị ngọt.
Ngưỡng phát hiện đối với các chất ngọt được đánh giá tương đối so với saccaroza. Ngưỡng phát hiện trung bình của con người đối với saccaroza là 10 millimol/lít. Đối với lactoza ngưỡng phát hiện là 30 millimol/lít, và chỉ số vị ngọt là 0,3 và 5-Nitro-2-propoxyanilin là 0,002 millimol/lít.

### Vị umami
Umami là tên cho cảm giác vị tạo nên từ các amino acid như glutamat. Các hợp chất tạo ra vị umami thường có trong thực phẩm lên men và thực phẩm ủ tàng trữ. Nó cũng được mô tả như là "vị thịt", hay một vị "phong phú". Umami được xem là một mùi vị cơ bản trong ẩm thực của người Việt Nam, Trung Quốc, Nhật Bản và Hàn Quốc, nhưng không được quan tâm nhiều trong ẩm thực phương Tây, ít nhất là trước khi có khái niệm về umami ở phương Tây.
Con người có cảm thụ vị đặc biệt khi phát hiện của các amino acid, ví dụ, axit glutamic. amino acid là những cấu trúc từ các protein và có trong thịt, pho mát, cá và các thực phẩm giàu protein khác. Ví dụ về các thực phẩm có chứa glutamat (và do đó có vị umami mạnh) là thịt bò, thịt cừu, pho mát, nước tương và nước mắm. Glutamat cho cảm giác vị mạnh nhất khi kết hợp với ion natri có trong muối ăn. Các loại nước sốt và nước chấm thường có cả vị mặn và vị umami.

### Vị béo
Một thụ thể hóa học gọi là CD36 trên các nụ vị giác ở lưỡi cho phép con người nhận ra các phân tử chất béo và độ nhạy của lưỡi về chất béo thay đổi theo từng cá nhân.
Theo nghiên cứu đăng tải trên tạp chí nghiên cứu Lipid, có đến 20% số người được cho là có biến thể của gen CD36, dẫn đến việc sản xuất ít thụ thể CD36 hơn, do đó họ ít cảm nhận thấy vị béo trong thức ăn. Điều này cũng có nghĩa là họ có khuynh hướng dễ béo phì hơn. Phát hiện giúp lý giải tại sao một số người có thể ăn những thực phẩm béo hơn. Đó là bởi vì họ ít nhận ra vị béo trong thực phẩm khi ăn chúng.
Kết quả nghiên cứu trên động vật cho thấy chế độ ăn nhiều chất béo sẽ dẫn đến quá trình sản xuất ít CD36 và khiến có thể ít nhận thấy vị béo.

## Các vị khác
Lưỡi cũng có thể cảm thấy những vị khác, nói chung không được phân loại là một trong các vị cơ bản. Đây là những vị chủ yếu được phát hiện bởi hệ thống não.

### Vị calci
Trong năm 2008, các nhà di truyền học phát hiện một thụ thể calci CaSR trên lưỡi của chuột. Các cảm thụ CaSR được tìm thấy ở đường tiêu hóa, thận và não. Cùng với các cảm thụ "ngọt T1R3", các cảm thụ CaSR có thể phát hiện calci như là một vị. Chưa rõ hiện tượng này trên người.

### Vị chát
Một số thực phẩm, chẳng hạn như hoa quả chưa chín, có chứa chất tanin hoặc calci oxalat gây ra một cảm giác se hoặc thô của màng nhầy của miệng hoặc răng. Ví dụ như trà, rượu vang đỏ, đại hoàng, quả hồng chưa chín và chuối xanh.
Vị chát cho cảm giác "khô", "thô", "kém chất lượng" (đặc biệt là đối với rượu vang), "chua gắt" (thường khi đề cập đến chua), "cao su", "cứng"...
Trong ẩm thực truyền thống Ấn Độ, vị chát là một trong 6 vị cơ bản (Kasaaya trong tiếng Phạn, năm vị khác là ngọt, chua, mặn, đắng và nóng/cay).
Đối với rượu vang, "chát" chỉ có nghĩa là đối lập với "ngọt". Nếu rượu vang cho bạn một cảm giác giống như có bông trong miệng thì có nghĩa là có rất nhiều tannin ở trong đó, nhưng không nhất thiết là vị chát. Có những loại rượu vang chát mà không cho cảm giác thô ráp bên trong má.

### Vị kim loại (vị tanh)
Hầu hết mọi người đều cảm nhận vị này (ví dụ: Cu2+, FeSO4 hoặc máu trong miệng). Vị tanh không chỉ được cảm nhận bằng vị giác mà còn được cảm thụ tại bằng khứu giác (Guth và Grosch, 1990), tuy nhiên các nhà sinh học coi là vị để phân loại nó với các cảm giác vị khác. Một trong những lý do chính là nó không phải là vị thường xuyên liên quan đến thực phẩm.

### Vị cay
Các chất như etanol và capsaicin gây ra một cảm giác cháy bằng cách gây một phản ứng thần kinh trigeminal cùng với mùi vị tiếp nhận thông thường. Những cảm giác nóng là do thực phẩm kích thích thần kinh tác động lên các tế bào thụ cảm. Hai hợp chất có nguồn gốc thực vật chính cung cấp cảm giác này là capsaicin từ ớt và piperine từ hạt tiêu đen. Cảm giác cay nóng có thể cảm nhận được từ ớt, hạt tiêu đen và các loại gia vị khác như gừng, cải ngựa. Vị cay nóng được sử dụng trong các món ăn của nhiều dân tộc trên thế giới, như Ethiopia, Peru, Hungary, Hàn Quốc, Indonesia, Lào, Malaysia, México, Nam Á, tây nam Trung Quốc (bao gồm cả các món ăn Tứ Xuyên) Thái Lan và miền trung Việt Nam.
Nếu các mô trong miệng đã bị hỏng hoặc quá nhạy cảm, ethanol có thể được cảm nhận như là cảm giác đau hơn là cảm giác nhiệt. Do vậy những người đã được xạ trị do bệnh ung thư miệng thì có cảm giác đau đớn khi uống rượu. 
Cảm giác vị đặc biệt này không được xem là một vị trong kỹ thuật, bởi vì nó được mang đến não bộ bởi một tập hợp khác nhau của các dây thần kinh. Dù dây thần kinh vị giác cũng được kích thích khi sử dụng các loại thực phẩm như ớt, cảm giác thường đượcc hiểu là "nóng" là kết quả từ sự kích thích các sợi thụ cảm (cảm giác đau và cảm giác nhiệt) trên lưỡi. Nhiều bộ phận của cơ thể tiếp xúc với màng não nhưng không gây cảm biến vị (chẳng hạn như khoang mũi, dưới móng tay, hoặc vết thương) mà tạo ra một cảm giác tương tự như khi tiếp xúc với các điểm nóng.

### Vị the mát
Một số chất kích hoạt cảm thụ lạnh trigeminal. Chúng có thể cảm nhận một cảm giác mát mẻ (còn được gọi là "vị bạc hà") từ bạc hà, tinh dầu bạc hà (menthol), long não hoặc etanol... do các sản phẩm đó kích thích các kênh ion TRPM8 trên tế bào thần kinh. Đây cũng là tín hiệu lạnh. Không giống như các thay đổi về nhiệt độ thực tế được mô tả của các sản phẩm thay thế đường, vị the mát chỉ là một hiện tượng được nhận thức mà thôi.

### Vị tê
Một số thực phẩm từ Trung Quốc gây cảm giác của ngứa ran và tê gây ra do có chứa các loại gia vị như tiêu Tứ Xuyên. Các món ăn của tỉnh Tứ Xuyên (Trung Quốc) và của tỉnh Bắc Sumatra ở Indonesia, thường dùng loại hạt tiêu này.

### Vị Kokumi
Một số nhà nghiên cứu Nhật Bản đề xuất vị kokumi trong thực phẩm chứa rượu và thiol-nhóm chức có trong các chiết xuất amino acid, được mô tả khác nhau như "liên tục", "ngon miệng" và "dày dặn".

### Nhiệt độ
Nhiệt độ là một yếu tố thiết yếu trong cảm nhận vị của con người. Thực phẩm và đồ uống, trong một số hoàn cảnh và trong một nền văn hóa nhất định có thể được sử dụng ở trạng thái nóng hay nguội, lạnh.
Một số sản phẩm thay thế đường như sorbitol, erythritol, xylitol, mannitol, lactitol và maltitol khi hoà tan trong nước bọt sẽ tạo các hiệu ứng nhiệt làm giảm nhiệt độ trong miệng và gây cảm giác mát. Ngược lại các thức ăn nóng gây cảm giác ngược lại.

## Dư vị
Dư vị là cảm giác vị còn lại sau khi nếm. Các đồ uống có cồn như rượu, bia, rượu whisky có dư vị rất mạnh. Các loại thực phẩm có nhiều gia vị, chẳng hạn như thực phẩm Mexico (ví dụ như ớt hạt tiêu), hoặc thực phẩm Ấn Độ (như cà ri) cũng có dư vị mạnh.

## Sự kết hợp vị
Mặn, ngọt và umami là các vị "dễ hòa hợp" còn đắng và chua là các vị "khó hoà hợp". Các vị dễ hoà hợp hướng đến các chất dinh dưỡng thiết yếu. Các vị "khó hoà hợp" cảnh báo chúng ta về các chất có hại. Hai loại vị trên khi tiếp xúc sẽ gửi tín hiệu đến não. Kết quả xử lý của não có thể nhầm lẫn, trường hợp này gọi là hiện tượng nguỵ trang về vị. Người trưởng thành có thể vẫn cảm nhận được các vị hỗn hợp như trong cà phê đường nhưng trong nhiều hỗn hợp khác thì không.

## Các yếu tố ảnh hưởng đến cảm nhận vị
Sự cảm nhận một hỗn hợp của các thành phần không đơn giản như cảm nhận từng thành phần. Một số các vị cơ bản cạnh tranh với nhau, khi thêm một vị có thể làm giảm cường độ cảm nhận của vị khác. Ví dụ đối với nước chanh, là sự kết hợp nước quả chanh (chua), đường (ngọt) và nước. Nếu không có đường, nước chanh có vị rất chua. Khi đường được thêm vào càng nhiều thì càng ít cảm nhận được vị chua. Một ví dụ khác là nước tăng lực, sản phẩm kết hợp từ quinin (rất đắng), đường (ngọt) và nước. Vị đắng làm cho nhiều người không nhận thức nước tăng lực là loại đồ ngọt, mặc dù nó chứa nhiều đường như là các loại nước giải khát thông thường.
Có nhiều yếu tố ảnh hưởng đến nhận thức mùi vị, bao gồm: 
- Sự tàng trữ (ủ)
- Sự suy giảm về màu sắc
- Ảnh hưởng của hormon
- Biến đổi gen
- Nhiệt độ khoang miệng
- Thuốc, hoá chất
- Các chất tự nhiên trong thực phẩm
- Các nguyên nhân từ thần kinh[23]
- Ngạt mũi
- Thiếu kẽm

Một điều quan trọng để cảm nhận vị là cảm giác tổng thể gây ra trong quá trình nhai (ví dụ như vị giác, cảm ứng, đau và mùi). Khứu giác đóng một vai trò quan trọng trong cảm nhận về mùi vị.
Trong một số trường hợp, những gì bạn thấy có thể ảnh hưởng đến những gì bạn thích. Ví dụ, nếu bạn ăn một củ khoai tây trong khi nhìn vào một quả táo, bạn có thể có cảm giác bạn đang ăn một quả táo.
Trong dạ dày có chứa các cơ quan cảm thụ và có thể cảm nhận các vị khác nhau như mì chính, glucose, cacbohydrat, protein và chất béo.

## Chất điều vị
Các hợp chất điều vị có thể tăng cường vị ngọt hay vị mặn cho thực phẩm có thể giúp chống bệnh béo phì và bệnh tim.
Với việc sử dụng chất điều vị, con người có thể vẫn ăn các thực phẩm hấp dẫn đối với họ nhưng thực tế là chứa ít năng lượng hơn.